# Tovarský potok
Tovarský potok je potok na středním Pováží, protéká severozápadní částí okresu Ilava. Je to nejvýznamnější pravostranný přítok Lednice, měří 20,1 km a je vodním tokem IV. řádu. Na horním toku vytváří slovensko-českou státní hranici (cca 4 km). Na středním toku, v okolí obce Červený Kameň, prořezává bradlové pásmo a odděluje masiv Vršatských bradel na jihu od Červenokamenského bradla na severu. Od této obce až po vyústění do Ilavské kotliny formuje Červenokamenskou dolinu, přičemž na pravém břehu se ještě vypínají ojedinělé skupiny bradel (v oblasti Velkého a Malého Hradiště a Skalice). Horní tok má český název Zápechová.

## Pramen
Pramen leží v Bílých Karpatech na jižním svahu Končité (817,2 m n. m.) v nadmořské výšce přibližně 745 m n. m.

## Směr toku
Od pramene teče potok nejprve severojižním směrem, přičemž vytváří oblouk ohnutý na západ, za samotou Nebrová se postupně obloukem stáčí a pokračuje na východ, před obcí Červený Kameň začíná stáčet na jihovýchod, pak od obce Mikušovce teče severojižním směrem až po Tuchyňu, odtud pokračuje k ústí jihovýchodním směrem

## Geomorfologické celky
- Bílé Karpaty, podcelky Kýčerská hornatina, Kobylináč, Vršatské bradlá
- Považské podolie, podcelky Bielokarpatské podhorie a Ilavská kotlina

## Přítoky
Zprava přítok z jihozápadního svahu Končité, z jižního svahu Požáru (791,6 m n. m.) (Oba přítoky přitékají z území Česka), tři přítoky ústící při samotě Nebrová, potok Divinec, přítok pramenící severozápadně od kóty 655,3 m, přítok z Brezovské doliny, z východního svahu Zvonové hory (722,4 m n. m.), zpod sedla Chotuč (618 m n. m.), tři přítoky zpod Velkého Hradiště (525,8 m n. m.), zpod Skalice ; zleva přítok (598,4 m n. m.), ze severozápadního svahu Krivé Tuchyne (711,2 m n. m. ), z oblasti Hrabové, přítok pramenící jihozápadně od kóty 678,9 m, přítok ústící v osadě Trokanovo, Strošovský potok, Dúbravský potok, přítok z jižního svahu Strachoňovce (786 m n. m.), zpod Červenokamenského sedla (640 m n. m.), z jihovýchodního svahu Závlačné (635,5 m n. m.) a potok protékající osadou Babinec

## Ústí
Ústí do Lednice jižně od obce Dulov v nadmořské výšce přibližně 242 m n. m.

## Obce
Osady Zápechová, Nebrová a Trokanovo, Červený Kameň, Mikušovce a Tuchyňa

## Fotogalerie

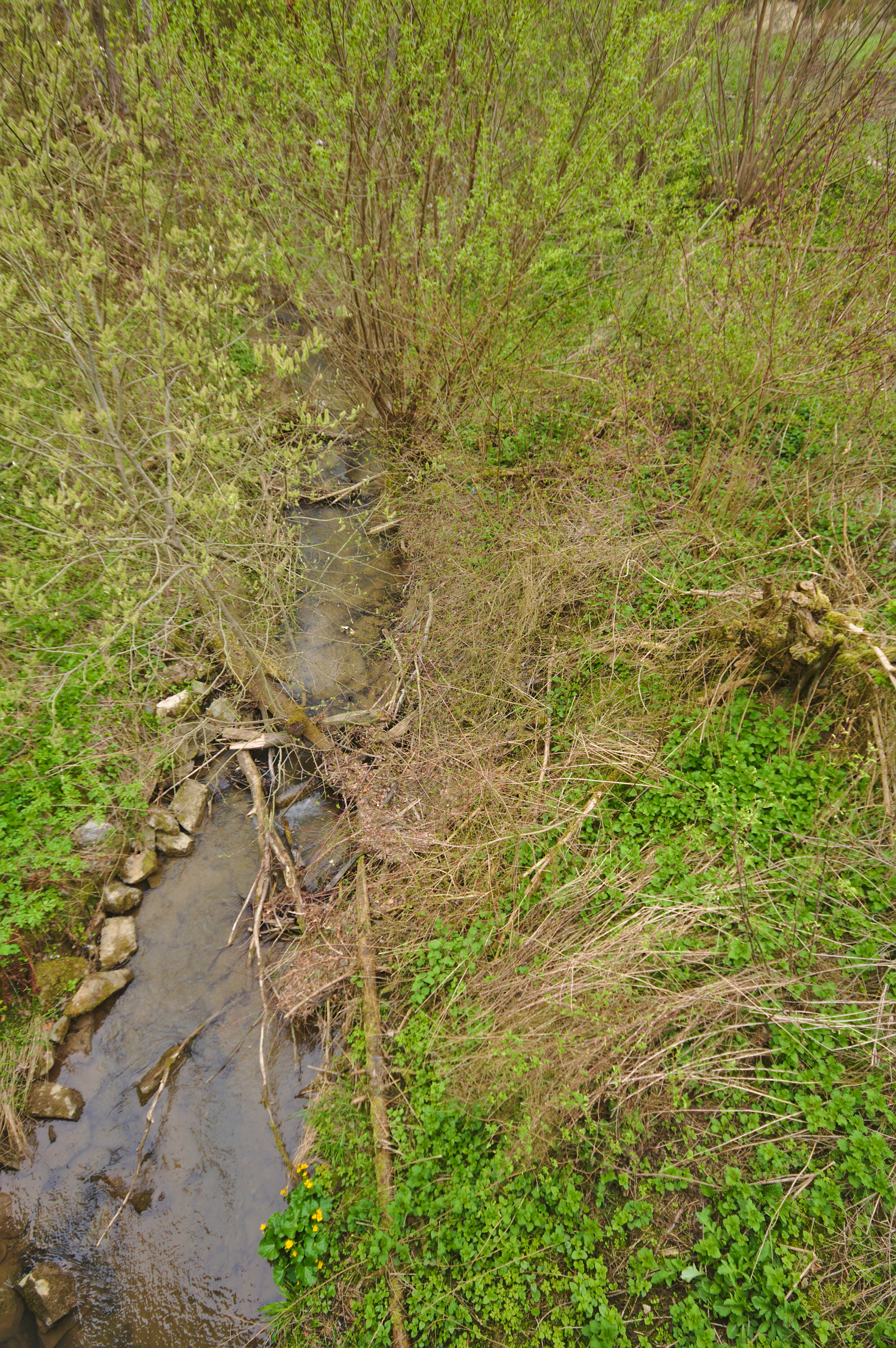
Potok u hraničního přechodu
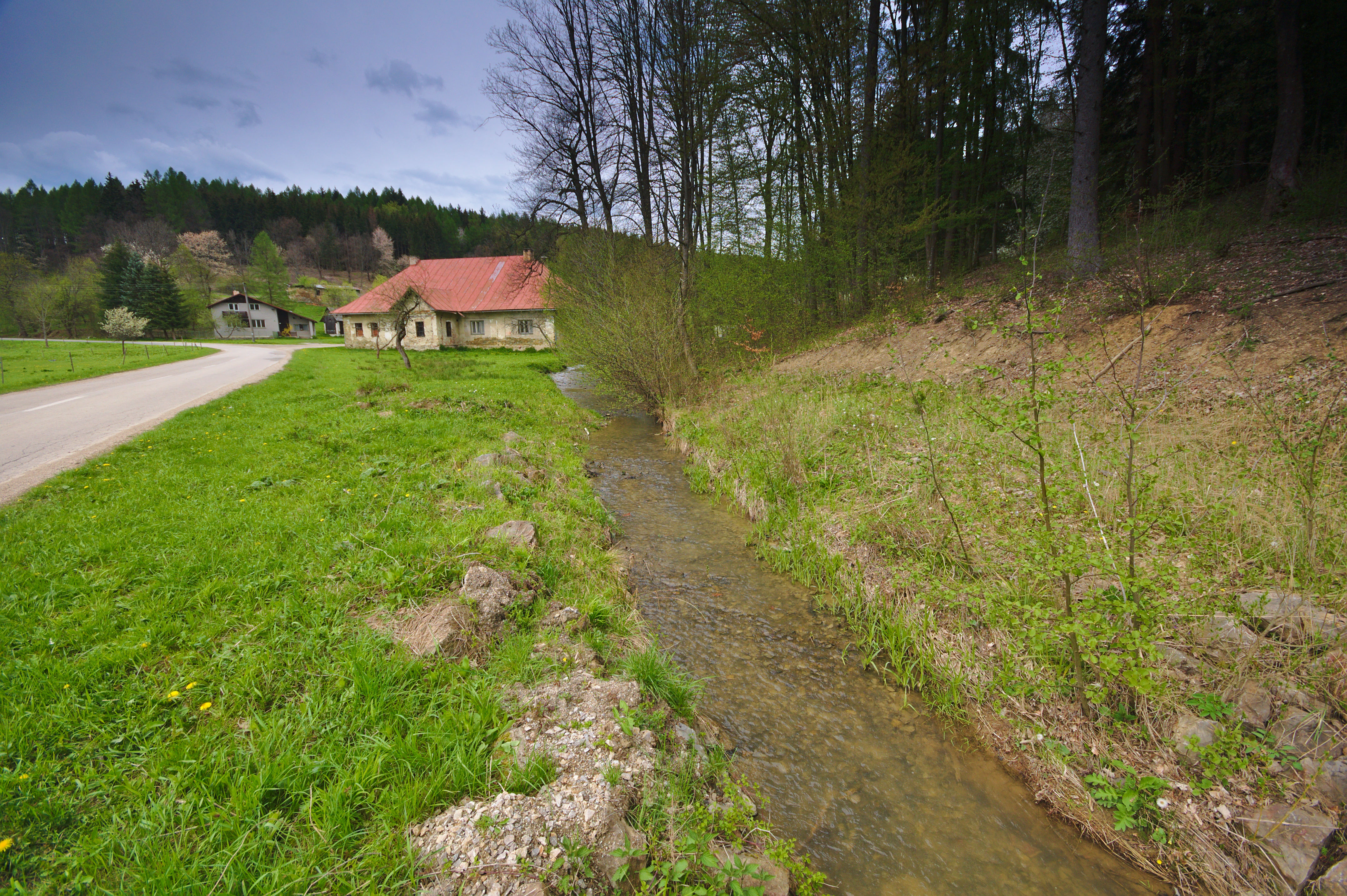
Bezejmenný přítok v osadě Zápechová
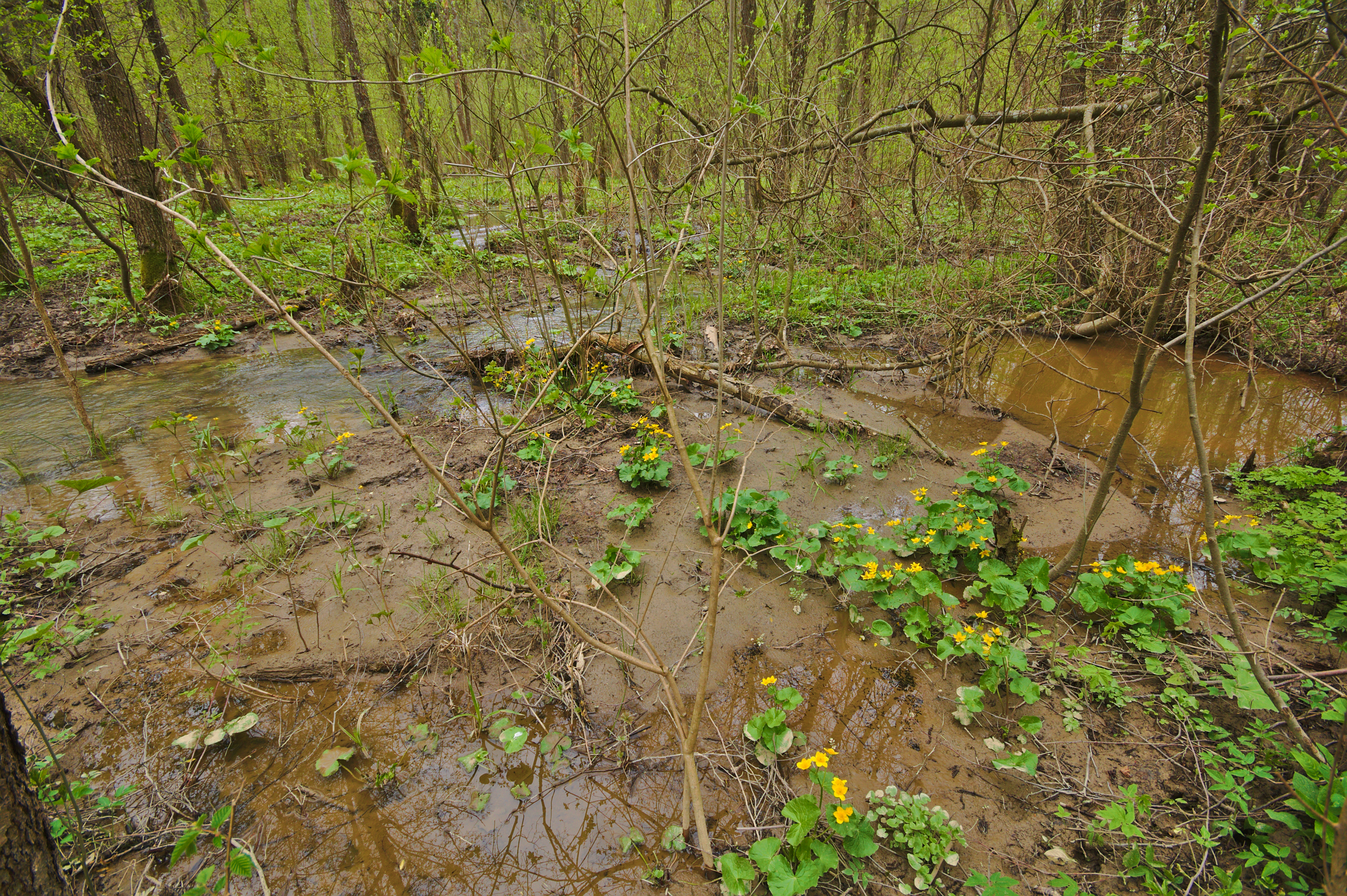
Potok v přírodní památce Nebrová
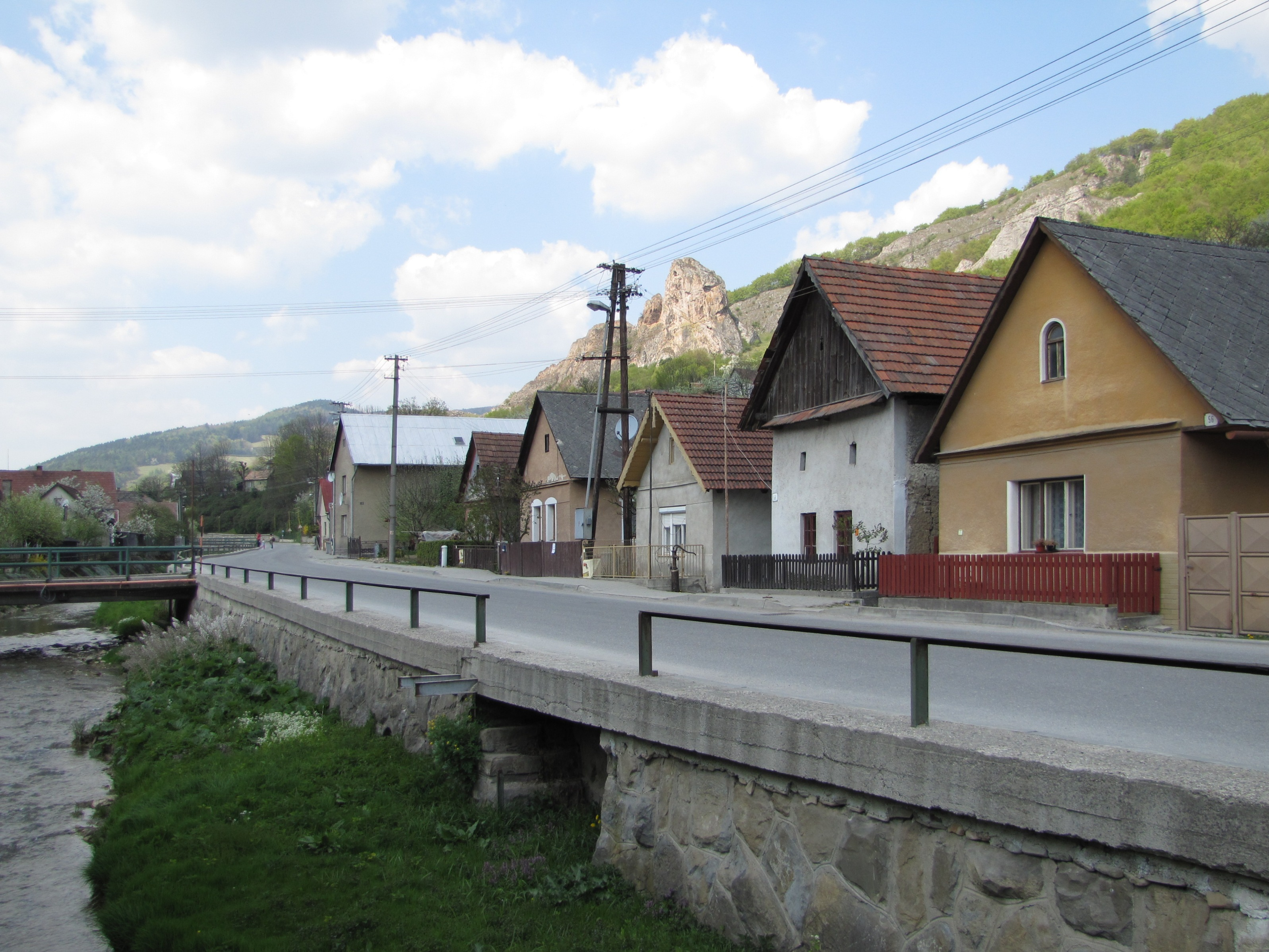
Potok v obci Červený Kameň